# Hyles typicalatifolei
Hyles typicalatifolei är en fjärilsart som beskrevs av Wladasch. 1929. Hyles typicalatifolei ingår i släktet Hyles och familjen svärmare. Inga underarter finns listade i Catalogue of Life.